# خویشاوندی‌های اختیاری (فیلم)
خویشاوندی‌های اختیاری (ایتالیایی: Le affinità elettive) یک فیلم کمدی ایتالیایی-فرانسوی به کارگردانی برادران تاویانی است که در سال ۱۹۹۶ منتشر شد.
این فیلم برپایهٔ کتاب خویشاوندی‌های اختیاری اثر یوهان ولفگانگ فون گوته ساخته شد و در جشنواره فیلم کن ۱۹۹۶ به نمایش درآمد.

## بازیگران
- جانکارلو جانینی - راوی فیلم
- ایزابل هوپر
- فابریتسیو بنتیوولیو
- ژان-اوگ آنگلاد
- ماری ژیلن
- ماسیمو پوپولتسیو